# Leskovec, Novo mesto
Leskovec este o localitate din comuna Novo mesto, Slovenia, cu o populație de 48 de locuitori.